# Aeroporto Internazionale Ercan

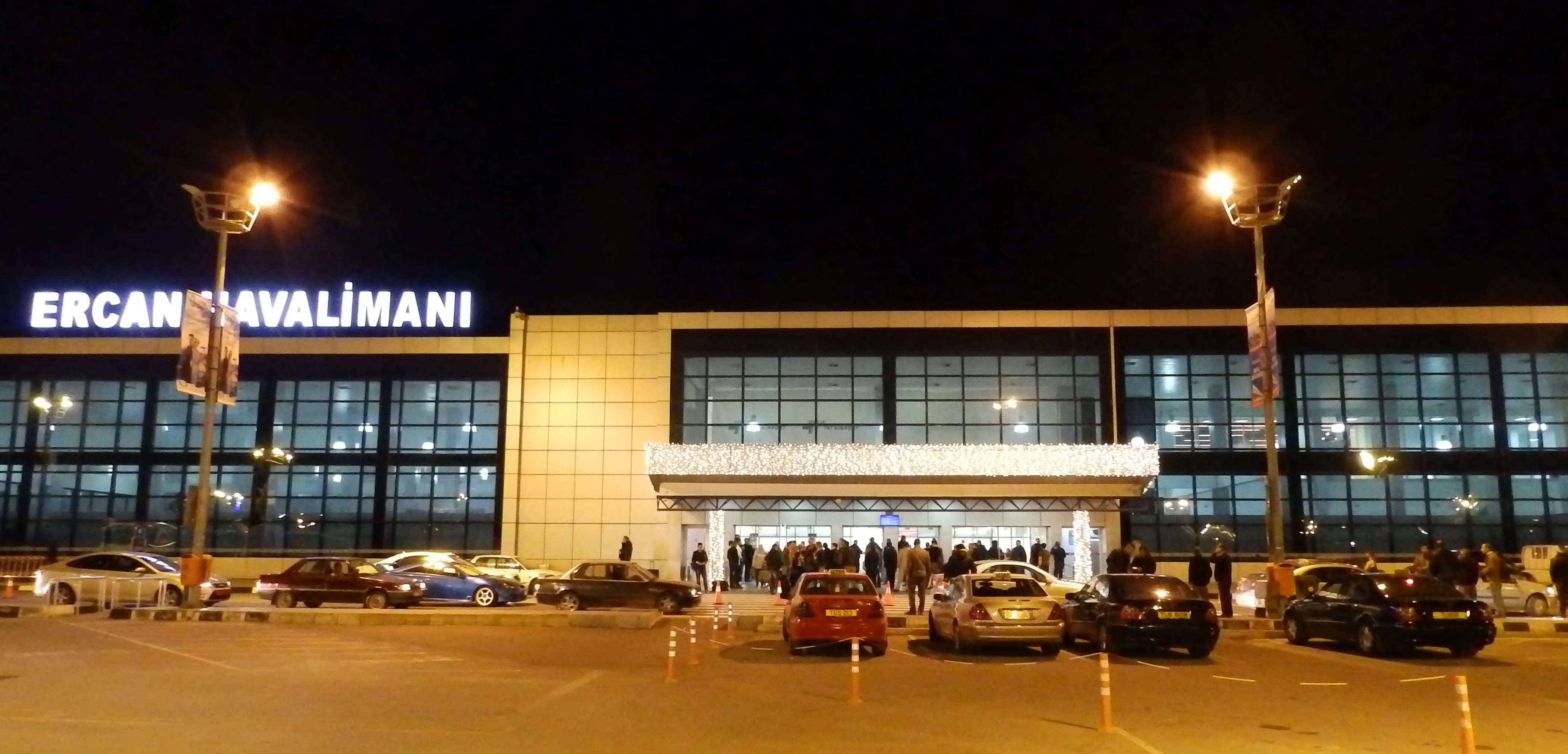
Ingresso dell'aeroporto

L'Aeroporto internazionale Ercan (in turco Ercan Uluslararası Havalimanı [æɾdʒan uɫusɫaɾaɾasɯ havalimanɯ]) (IATA:ECN, ICAO:LCEN) è il principale aeroporto civile della Repubblica Turca di Cipro del Nord. Si trova a circa 13 km a est di Nicosia Nord, subito a nord del villaggio di Kırklar.

## Storia
Ercan è il primo aeroporto costruito dagli inglesi a Cipro. Fino al 1974 esso è stato chiamato Tymbou Airport, dal nome greco del villaggio di Kırklar. I turco-ciprioti presero il controllo dell'aeroporto nel 1974 e lo trasformarono in uno scalo aereo pienamente funzionante con voli diretti verso diverse località della Turchia, che è l'unico paese a riconoscere Cipro del Nord. A causa di ciò, tutti gli aerei che collegano Cipro del Nord con altri paesi devono effettuare scalo in Turchia.  L'aeroporto è stato rinominato Ercan in onore di un pilota militare turco morto nel 1974. I voli per l'aeroporto sono vietati a livello internazionale.

## Statistiche
Questo grafico non è disponibile a causa di un problema tecnico.
Si prega di non rimuoverlo.
Vedi la query Wikidata di origine.